# Konstantin Wiszniewiecki
Konstantin Grigorjewicz Wiszniewiecki (ros. Константин Григорьевич Вишневецкий; ur. 26 maja?/8 czerwca 1914 w chutorze Sołdatskij (obecnie wieś Dmitrowka w rejonie kazankowskim w obwodzie mikołajowskim), zm. 30 lipca 1944 we Lwowie) – radziecki lotnik wojskowy, major lotnictwa, Bohater Związku Radzieckiego (1943).

## Życiorys
Urodził się w ukraińskiej rodzinie robotniczej. Po ukończeniu szkoły uniwersytetu fabryczno-zawodowego pracował jako tokarz, od 1935 służył w Armii Czerwonej. W 1937 ukończył Odeską Wojskową Szkołę Lotniczą Pilotów.
We wrześniu 1939 brał udział w zajmowaniu przez ZSRR tzw. Zachodniej Białorusi, czyli ataku na Polskę. W 1940 został członkiem WKP(b).
Od 22 czerwca 1941 uczestniczył w wojnie z Niemcami, walczył w składzie 33 pułku lotnictwa myśliwskiego obrony przeciwlotniczej, biorąc udział m.in. w obronie Moskwy, gdzie strącił jeden samolot wroga. 27 sierpnia 1941 został ranny w walce. Po wyleczeniu służył w 22 pułku lotnictwa myśliwskiego (Siły Powietrzne Zabajkalskiego Okręgu Wojskowego) i w 25 zapasowym pułku lotnictwa myśliwskiego (Siły Powietrzne Zakaukaskiego Okręgu Wojskowego). Został dowódcą eskadry 298 pułku lotnictwa myśliwskiego 229 Dywizji Lotnictwa Myśliwskiego 4 Armii Powietrznej Frontu Północno-Kaukaskiego w stopniu starszego porucznika, szczególnie wyróżnił się w walkach na Kubaniu, gdzie w ciągu 3 miesięcy strącił 13 samolotów wroga osobiście i 10 w grupie. Do lata 1943 wykonał 123 loty bojowe i stoczył 39 walk powietrznych, w których strącił osobiście i w grupie 23 samoloty wroga. Otrzymał za to tytuł Bohatera Związku Radzieckiego. Pod koniec września 1943 jako nawigator 104 gwardyjskiego pułku lotnictwa myśliwskiego 9 Gwardyjskiej Dywizji Lotnictwa Myśliwskiego 6 Gwardyjskiego Korpusu Lotnictwa Myśliwskiego 2 Armii Powietrznej w walce nad Mołoczną strącił dwa samoloty wroga, jednak został ranny; mimo to zdołał wylądować. Po wyleczeniu został zastępcą dowódcy 9 Gwardyjskiej Dywizji Lotnictwa Myśliwskiego. Łącznie wykonał 202 loty bojowe i stoczył 53 walki powietrzne, w których strącił osobiście 20 i w grupie 14 samolotów wroga.
Zginął w wypadku samochodowym podczas wykonywania obowiązków służbowych na froncie. Został pochowany na Wzgórzu Sławy we Lwowie.

## Odznaczenia
- Złota Gwiazda Bohatera Związku Radzieckiego (24 sierpnia 1943)
- Order Lenina (24 sierpnia 1943)
- Order Czerwonego Sztandaru (trzykrotnie, 5 kwietnia 1943, 2 maja 1943 i 31 października 1943)
- Order Wojny Ojczyźnianej I klasy (18 czerwca 1943)